# Dipòsit legal electrònic
El dipòsit legal és l'obligació, imposada per llei o per alguna altra norma administrativa, de dipositar un o més exemplars de les publicacions editades al país a, com a mínim, una biblioteca.
El dipòsit legal, tant referit a la producció editorial tradicional com si es parla de publicacions electròniques, té com a finalitat la recopilació, preservació i conservació del patrimoni cultural i intel·lectual de cada país per tal de posar-lo a disposició dels ciutadans. Es tracta, doncs, d'un mitjà que garanteix la conservació de tota la producció editorial i que assegura als ciutadans d'avui, i a les generacions futures, l'accés al llegat intel·lectual amb fins d'informació i investigació.
És tot un repte preservar el patrimoni digital però tard o d'hora, tota institució haurà d'enfrontar-se a aquest gran repte.
En l'actualitat (abril de 2015) la redacció del Reial Decret que ha de regular el Dipòsit legal electrònic està en fase d'esborrany.

## Antecedents
Internet Archive va ser la primera institució que el 1996 es va proposar crear la gran biblioteca d'internet, guardant webs de tot el món. A partir d'aquí, moltes institucions -principalment arxius i biblioteques nacionals- l'han seguit, per exemple, la Biblioteca del Congrés dels Estats Units, la Biblioteca Britànica, les biblioteques nacionals d'Austràlia, Canadà, França, Suïssa, Suècia, Dinamarca, Japó i moltes altres han estat rastrejant i guardant la web.
El 2003 la UNESCO va publicar les Directrius per a la preservació del patrimoni digital, en què instava a les institucions patrimonials a actuar immediatament per impedir que el patrimoni documental existent a la xarxa de xarxes es perdés.
A Espanya, la Biblioteca Nacional d'Espanya porta rastrejant i guardant el domini .es des de la tardor de 2009, amb l'ajuda d'Internet Archive. Aquesta feina forma part del projecte de l'Arxiu del web espanyol.
A Catalunya, la Biblioteca Nacional de Catalunya "assigna els números de dipòsit legal a la producció editorial i audiovisual catalana i en recull exemplars per a la seva preservació, que es dipositen i poden consultar a la Biblioteca de Catalunya, entre altres biblioteques". La feina de conservació del patrimoni digital que fa la Biblioteca de Catalunya es realitza mitjançant el projecte PADICAT.
Institucions com la Biblioteca Britànica o la Biblioteca Nacional de França han legislat per regular el dipòsit legal de les publicacions electròniques, i són els seus respectius arxius web la base sobre la qual construeixen el dipòsit legal de les publicacions en línia.

## Objectius
Segons l'esborrany del Esborrany del Reial Decret pel que es regula el dipòsit legal de las publicacions electròniques, el dipòsit legal electrònic té per objectius preservar, conservar i difondre el contingut intangible que es trobi a Internet, alhora que es pretén donar un accés de més qualitat i facilitat a la informació per als ciutadans.
Són objecte de dipòsit legal electrònic tota mena de llocs web, incloent-hi els llibres electrònics i altres materials assimilables als de l'edició en paper en ells continguts, ja siguin llocs web lliurement accessibles o llocs web d'accés restringit.

## Condicions
- Que estiguin publicats en alguna de les llengües oficials del territori espanyol.
- L'editor estigui establert a Espanya.
- El domini estigui vinculat al territori espanyol.

## Excepcions
1. Els correus i la correspondència privada.
2. Els continguts que estiguin allotjats únicament en una xarxa privada.
3. Les dades personals als quals només tenen accés un grup restringit de persones.

## Format de les publicacions
Tot el que es publica en línia és objecte de dipòsit legal, independentment del format EPUB, PDF, MOBI, etc. És obligació dels centres de conservació garantir la preservació de les publicacions i el seu accés.
Si una publicació té una edició en qualsevol altre suport (paper, CD_ROM, etc.) i una versió electrònica a Internet haurà de tenir, per llei, un altre número de DL per la publicació electrònica, per tal de diferenciar-les.

## Qui pot sol·licitar el dipòsit legal electrònic
Els subjectes obligats a efectuar el dipòsit legal de les publicacions en línia són l'editor o el productor del lloc web on es trobin allotjades. És a dir, la persona física o jurídica titular del domini on s'allotja el lloc web, o si s'escau, la persona física o jurídica a la que el titular del domini ha ja cedit vàlidament i amb caràcter total el dret a la utilització, gestió i explotació del lloc web i, en particular, la decisió sobre els continguts allotjats o accessibles en el lloc.

### Número de dipòsit legal electrònic
Les publicacions en línia no tindran en cap cas número de dipòsit legal.
Per a la identificació de publicacions ja existeixen altres números normalitzats que compleixen amb aquesta comesa.

## Què ha de fer un editor o productor de publicacions en línia per a complir amb l'obligació del dipòsit legal
L'editor i/o productor seran els responsables de la sol·licitud i lliurament de les publicacions electròniques.
Un aspecte molt nou del Reial Decret és el que el subjecte dipositant, el que estaria obligat a fer el dipòsit legal, no ha de dipositar res. El que sí que estan obligats és a permetre que els centres de conservació (designats com a tals per les Comunitats autònomes i la Biblioteca Nacional d'Espanya) recol·lectin aquestes publicacions.
En el cas dels recursos electrònics d'accés restringit, si per qualsevol motiu es produeix un canvi d'usuari, contrasenya, identificació o algun altre tipus de circumstància, hauran d'informar a l'oficina del Dipòsit Legal.
En tots els casos, sigui accessible o restringit, convé notificar els canvis d'adreça electrònica de les publicacions.

## Quin ús poden fer els usuaris de les publicacions amb dipòsit legal electrònic
Les reproduccions de les publicacions en línia que ingressen per dipòsit legal en els centres de conservació estaran, igual que les publicacions en suport tangible, subjectes a la Llei de Propietat Intel·lectual i la Llei de Protecció de Dades.
Per això, llevat que hagin estat capturades del web en obert (amb accés públic sense restriccions), els usuaris només podran consultar als centres de conservació, però no podran copiar ni descarregar-les per cap mitjà.

## Legislació
Legislació referent al Dipòsit Legal
- Llei 23/2011, de 29 de juliol de dipòsit legal
- Decret 116/2012, de 9 d'octubre de dipòsit legal Arxivat 2019-06-07 a Wayback Machine.

Legislació relacionada
- Constitució Espanyola de 1978 (art. 9, 44, 46 i 148)
- Llei 21/2014, de 4 de novembre de Propietat Intel·lectual
- Drets d'autor
- Legislació autonòmica